# (2301) Whitford
(2301) Whitford es un asteroide perteneciente al cinturón de asteroides, descubierto el 20 de noviembre de 1965 por el equipo de la Universidad de Indiana    desde el Observatorio Goethe Link, Brooklyn (Estados Unidos).

## Designación y nombre
Designado provisionalmente como 1965 WJ. Fue nombrado Whitford en honor al astrónomo estadounidense Albert Whitford.